# Семестровий залік
Семестро́вий за́лік — форма підсумкового контролю, що полягає в оцінці засвоєння студентом навчального матеріалу з певної дисципліни та на підставі результатів виконання ним певних видів робіт на практичних, семінарських або лабораторних заняттях, що проводиться як контрольний захід під час залікового тижня.
Кількість заліків у кожному семестрі не повинна перевищувати 6 (не враховуючи заліки з практики). Залік з окремої дисципліни проводиться після закінчення її вивчення, до початку екзаменаційної сесії.